# Emily Azevedo
Emily Dianne Azevedo (Chico, 28 aprile 1983) è una bobbista statunitense.

## Biografia
Dopo aver praticato l'atletica leggera all'università, dal 2007 ha deciso di dedicarsi al bob nel ruolo di frenatrice, decisione maturata dopo aver assistito alle Olimpiadi di Torino 2006. Ha gareggiato con le più note campionesse statunitensi tra cui Erin Pac, Shauna Rohbock, Bree Schaaf (con cui fu quinta ai giochi olimpici di Vancouver 2010), Elana Meyers-Taylor e Jamie Greubel-Poser. 
Ha vinto un oro, un argento ed un bronzo ai Campionati mondiali, tutti nella gara a squadre miste.

## Palmarès

### Campionati Mondiali
- 3 medaglie:
  - 1 oro (squadre miste a Lake Placid 2012);
  - 1 argento (squadre miste a Sankt Moritz 2007);
  - 1 bronzo (squadre miste ad Altenberg 2008).

### Coppa del Mondo
- 2 podi (1 nel bob a due, 1 nelle gare a squadre):
  - 1 secondo posto (nel bob a due);
  - 1 terzo posto (nelle gare a squadre).